# I Still Believe (bài hát của Brenda K. Starr)
"I Still Believe" là một bài hát được sáng tác bởi Antonina Armato và Giuseppe Cantarelli, ban đầu do ca sĩ nhạc pop Brenda K. Starr thực hiện và thu âm cho album phòng thu thứ hai mang chính tên bà (1987). "I Still Believe" là một bản R&B ballad nói về việc một nữ ca sĩ có lòng tin rằng một ngày nào đó cô và bạn trai cũ của mình sẽ yêu nhau một lần nữa. Bài hát này là bản hit lớn nhất của Brenda K. Starr tại Hoa Kỳ, trở thành một trong 20 bài hát đứng đầu bảng xếp hạng âm nhạc Billboard Hot 100 và được coi là bài hát trứ danh của bà. "I Still Believe" được ca sĩ Mariah Carey hát lại cho album #1's (1998) của cô và sau đó trở thành một đĩa đơn (1999). Ngoài ra bài hát còn được ca sĩ nhạc cantopop Lâm Ức Liên (Sandy Lam) hát lại và thu âm vào năm 1989.

## Bối cảnh ra đời
Sau khi Brenda K. Starr phát hành bản thu âm đầu tiên, "I Want Your Love", vào năm 1985 và chưa đạt được tiếng vang như mong muốn, bà tiếp tục thực hiện và phát hành bài hát "I Still Believe", tác phẩm thứ hai trong sự nghiệp của mình, vào năm 1987 cho album Brenda K. Starr. Bài hát do Eumir Deodato phổ nhạc và do Antonina Armato và Giuseppe Cantarelli sáng tác cũng như soạn lời. Tác phẩm này là một bản nhạc ballad trữ tình với nội dung dựa trên câu truyện có thực về mối tình của nhạc sĩ Armato: Bà từng từ chối lời cầu hôn của bạn trai mình vì cảm thấy chưa đúng thời điểm cho lắm. Điều này đã khiến cho người bạn trai không hài lòng và cho bà hai lựa chọn: hoặc là kết hôn với anh ấy, hoặc là chia tay. Mặc dù Armato rất yêu bạn trai của mình, bà vẫn kiện định và cặp đôi chính thức chia tay. Để xoa dịu nỗi buồn của mình, bà đã cùng với Cantarelli sáng tác và soạn lời cho bài hát "I Still Believe".

## Đón nhận
Justin M. Kantor của Allmusic đã dành nhiều lời khen và đánh giá đây là một bài hát được thể hiện với "cảm xúc chân thành, say đắm và đầy kịch tính". Bài hát là được phát hành dưới dạng đĩa đơn cho album Brenda K. Starr vào năm 1988 và đạt đến đỉnh điểm khi leo lên thứ hạng 13 trên bảng xếp hạng Hot 100 của tạp chí Billboard, trở thành bài hát đầu tiên cũng như duy nhất của Brenda K. Starr từng lọt vào top 20 trên bảng xếp hạng Hot 100. Video âm nhạc của bài hát xoay canh các phân cảnh ca sĩ Starr hát trong một nhà kho và phân cảnh bà bắt gặp nhiều cặp đôi với cử chỉ lãng mạn khi đang dạo phố. Bên cạnh bản tiếng Anh, Starr còn cho ra đời bản thu âm bằng tiếng Tây Ban Nha mang tên "Yo Creo En Ti" và cho phát hành dưới dạng đĩa đơn. Năm 1998, Starr thực hiện một phiên bản mang phong cách salsa của bài hát với tên gọi "I Still Believe/Creo en Ti" cho album No Lo Voy a Olvidar của mình. Phiên bản tiếng Tây Ban Nha từng đạt đến cực điểm là thứ hạng 20 trên bảng xếp hạng Tropical Airplay cũng của tạp chí Billboard.

## Xếp hạng
| Bảng xếp hạng (1988)                                                          | Thứ hạng cực điểm |
| ----------------------------------------------------------------------------- | ----------------- |
| Top Singles, tạp chí RPM, Canada                                              | 54                |
| Hoa Kỳ Billboard Hot 100                                                      | 13                |
| Hoa Kỳ Adult Contemporary (Billboard)                                         | 14                |
| US Adult Contemporary (báo Radio & Records)                                   | 10                |
| US Contemporary Hit Radio (báo Radio & Records)                               | 15                |
| Hoa Kỳ Hot Latin Songs (Billboard) Ca khúc tiếng Tây Ban Nha: "Yo Creo En Ti" | 10                |
| Bảng xếp hạng (1988)                                                          | Thứ hạng cực điểm |
| US Tropical Songs (tạp chí Billboard) "I Still Believe/Creo en Ti"            | 20                |

| Bảng xếp hạng (1988) | Thứ hạng |
| -------------------- | -------- |
| US Billboard Hot 100 | 93       |

## Phiên bản của Mariah Carey

### Bối cảnh ra đời
Khi thực hiện album tổng hợp đầu tiên trong sự nghiệp của mình, #1's, Mariah Carey đã quyết định trình bày lại bài hát "I Still Believe" để tri ân đến ca sĩ Brenda K. Starr – người đã giúp sự nghiệp ca hát của cô khởi sắc thông qua việc giao bản thu thử của Carey đến tay Tommy Mottola, giám đốc hãng CBS Records, về sau ông là người đã ký kết hợp đồng thu âm chính thức với ca sĩ Carey. Cô nói thêm rằng: "Bài hát này gợi nhớ rằng trước đây không lâu, tôi từng là một thiếu nữ với gia tài không là gì khác ngoài một bản thu demo, giọng hát và khả năng sáng tác nhạc. Brenda K. Starr đối đãi tôi như một "minh tinh" và đã cho tôi cơ hội để thể hiện mình". Khi được phỏng vấn trên kênh Entertainment Tonight, cô đã có đôi lời bày tỏ rằng:
Tôi cảm thấy thật vui vì tôi đã có cơ hội trình bày lại bài hát "I Still Believe" cho album #1's và đây là tác phẩm đầu tiên tôi hát với tư cách là một ca sĩ chuyên nghiệp. Tôi từng được đi lưu diễn cùng Brenda [K. Starr]. Hồi đó tôi chỉ là một cô gái gầy gò, không có tiền, và cô ấy đã luôn che chở và đối xử tốt với tôi. Cô ấy đã chọn tôi vào vị trí hát phụ hoạ [cho cô ấy] sau buổi thử giọng, thường mang quần áo và đồ ăn cho tôi và chăm sóc tôi như một người chị cả. Tôi biết đa phần sẽ không có ai lo cho tôi ân cần đến như thế. Một điều quan trọng cần nhấn mạnh đó là cô ấy đã tin tưởng tôi, và việc thuyết phục một người nào đó để nghe nhạc của bạn là một việc rất khó nhằn. [...] Cô ấy thật sự tuyệt vời và luôn hỗ trợ tôi trong mọi tình huống. Tôi yêu bài hát này. Và giờ khi tôi cất lời hát bài hát ấy, mọi kỷ niệm về cô ấy lại ùa về trong tâm trí tôi. 
Bài hát "I Still Believe" là đĩa đơn thứ hai được phát hành cho album #1's vào ngày 8 tháng 2 năm 1999 tại Hoa Kỳ. Tại Vương quốc Anh, bài hát được phát hành dưới dạng đĩa đơn CD (2 chiếc) và đĩa đơn cassette (1 chiếc) vào ngày 29 tháng 3 năm 1999. Bản hát lại của Mariah Carey mang phong cách pop và R&B, do cô cùng Stevie J và Mike Mason phối nhạc. Theo công ty phát hành âm nhạc EMI Music Publishing,  bản nhạc được sáng tác theo cung Sol trưởng, với nhịp độ 59 phách trong một phút, tức là với tốc độ chậm vừa phải. Ca sĩ Carey thể hiện phần hát với quãng giọng G3 – D6.

## Một số phiên bản khác
- Năm 1988, ca sĩ disco Amii Steward đã trình bày lại bài hát này và phát hành trong album Time for Fantasy của mình.
- Năm 1989, ca sĩ người Hồng Kông Lâm Ức Liên (Sandy Lam) đã trình bày lại bài hát này, sử dụng tựa đề mới "依然" (tiếng Anh: "Still", n.đ. 'như cũ') và lời hát bằng tiếng Quảng Đông.
- Năm 1988, ca sĩ người Đài Loan Tô Nhuế (Julie Sue) đã trình bày lại bài hát này và phát hành trong album I've Got The Music In Me của mình.
- Năm 1998, thành viên cũ của nhóm hát nữ "The Supremes" là Lynda Laurence đã trình bày lại bài hát này cho album Where Did Our Love Go của nhóm tam ca "Former Ladies of The Supremes" được phát hành tại Vương quốc Anh.
- Nghệ sĩ nhạc dancehall người Jamaica Beenie Man đã mượn phần lớn lời bài hát này cho tác phẩm "Crazy Notion" thuộc album Art and Life của mình, phát hành năm 2000.
- Trong bộ phim Glee, Jane Lynch và Darren Criss đã trình bày một bản mashup kết hợp bài hát này với ca khúc "Super Bass" của Nicki Minaj.
- Jennifer Love Hewitt đã trình bày lại bài hát này trong tập "Magic Toy Shoppe" của chương trình dành cho thiếu nhi "Kids Incorporated" mùa thứ sáu.
- Năm 2023, ca sĩ nhạc jazz người Mỹ Maysa Leak đã trình bày lại bài hát này và phát hành trong album Music for Your Soul của mình.[19]